# Nguyễn Xinh Xô
Nguyễn Xinh Xô (sinh năm 1978 tại Hà Nội), được biết đến nhiều hơn với nghệ danh Xo Xinh là nhạc sĩ trình diễn âm nhạc điện tử, nhà sản xuất âm nhạc. Xinh Xô là con trai của nhạc sĩ Nguyễn Xinh – nguyên Viện trưởng Viện Âm nhạc Việt Nam và Phó giám đốc Học viện Âm nhạc Quốc gia – và mẹ là giảng viên violin nổi tiếng ở Hà Nội. Năm 1996, ngoài việc theo học violon tại Học viện Âm nhạc Quốc gia, anh cũng học ngành Công nghệ thông tin tại Đại học Quản lý và Kinh doanh Hà Nội rồi du học tại Mỹ vào năm 1999.
Năm 2006, Xinh Xô cộng tác thành công với Trần Thu Hà trong album Đối thoại 06, giành Giải thưởng Âm nhạc Cống hiến cho "Album của năm". Năm 2009, anh cùng Tùng Dương giành giải Bài hát Việt cho "Bài hát của năm" với "Đồng hồ treo tường". Năm 2010, anh cho phát hành album đầu tay Afterlife, sản xuất bởi Hãng phim Phương Nam với chất liệu electropop song ngữ Anh-Việt. Nhiều sáng tác của anh là lựa chọn yêu thích của nhiều nghệ sĩ Việt Nam ("Ước một ngày", "Em ở đâu", "Để dành", "Vẽ em",...). Anh cũng là nhà sản xuất và hòa âm phối khí cho nhiều nghệ sĩ tên tuổi của Việt Nam như Trần Thu Hà, Bằng Kiều, hay Hà Anh Tuấn.
Ngày 28 tháng 11 năm 2013, anh tổ chức thành công hai đêm nhạc Electroacoustic tại Manzi Art Place, Hà Nội, giới thiệu thể loại âm nhạc thể nghiệm Electroacoustic tới giới trẻ cả nước. Nhiều tác phẩm của Xinh Xô đã từng được chọn để trình diễn tại các Liên hoan Âm nhạc đương đại quốc tế ở Mỹ, Canada, Argentina, New Zealand, Úc, Ireland, Ý, Pháp và Hà Lan. Anh cũng là khách mời trình diễn tại nhiều chương trình của Monsoon Music Festival.
Nguyễn Xinh Xô kết hôn vào năm 2007, cùng gia đình định cư tại Mỹ. Năm 2012, Xinh Xô nhận bằng Thạc sĩ về Âm nhạc điện tử và Phương tiện ghi âm tại Trường đại học Mills. Anh từng là Giám đốc chương trình công nghệ âm thanh tương tác, thiết kế âm thanh cho video game và âm nhạc điện tử tại viện SAE Institute, California, Mỹ. Hiện anh là Giám đốc chương trình Công nghệ âm thanh và âm nhạc tại trường Cogswell University of Silicon Valley, California, Mỹ.

## Danh sách đĩa nhạc

#### Album phòng thu
- Afterlife (2010)
- The Field of Heritage – City Life (2025)

#### Đĩa mở rộng
- Hanoi Waltz (2025)

Album hợp tác, hòa âm phối khí
- Đối thoại 06 (album của Trần Thu Hà, 2006)
- Tình ca qua thế kỷ, Vol. 1 (album của Trần Thu Hà, 2007)
- Hoài cảm (album của Bằng Kiều, 2007)
- Acous'84 (album của Hà Anh Tuấn, 2010)

Nhạc phim
- Project Agent Orange (2012)
- Self-Portrait (2013)
- Ruby (2015)
- The Scent of Fish Sauce (2015)
- Countdown to the Eclipse (2017)

Video âm nhạc
- "Greenfield/Scarborough Fair" (bài hát của Bằng Kiều và Tuấn Ngọc)
- "Em đến thăm anh đêm 30" (bài hát của Bằng Kiều)
- "Buồn ơi chào mi" (bài hát của Bằng Kiều)